# Sekretarz handlu Stanów Zjednoczonych

Pieczęć Departamentu Handlu Stanów Zjednoczonych

Sekretarz handlu Stanów Zjednoczonych (ang. United States Secretary of Commerce) – stanowisko w gabinecie prezydenta Stanów Zjednoczonych. Sekretarz handlu stoi na czele Departamentu Handlu Stanów Zjednoczonych, którego zadaniem jest rozwój i promocja handlu krajowego i zagranicznego. W gabinecie Donalnda Trumpa od 21 lutego 2025 stanowisko to piastuje Howard Lutnick.
Stanowisko zostało utworzone 18 lutego 1903 roku jako sekretarz handlu i pracy Stanów Zjednoczonych (ang. United States Secretary of Commerce and Labor). W marcu 1913 roku nastąpiła reorganizacja gabinetu i utworzono osobne stanowiska: sekretarza handlu Stanów Zjednoczonych i sekretarza pracy Stanów Zjednoczonych.
Generalnie, sekretarz handlu Stanów Zjednoczonych jest dziesiątym w linii sukcesji prezydenckiej w Stanach Zjednoczonych.